# Fosforescencja

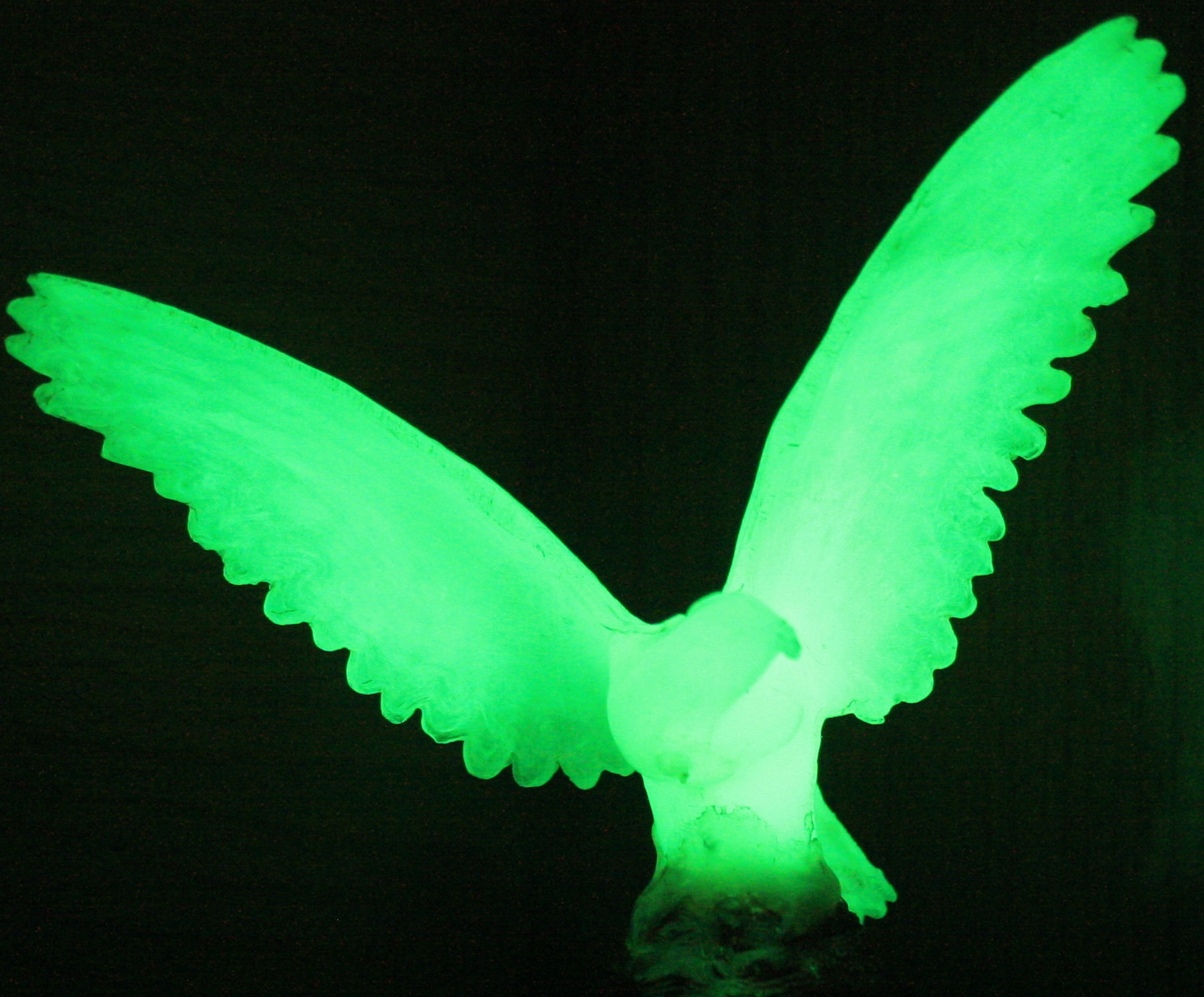
fosforescencja

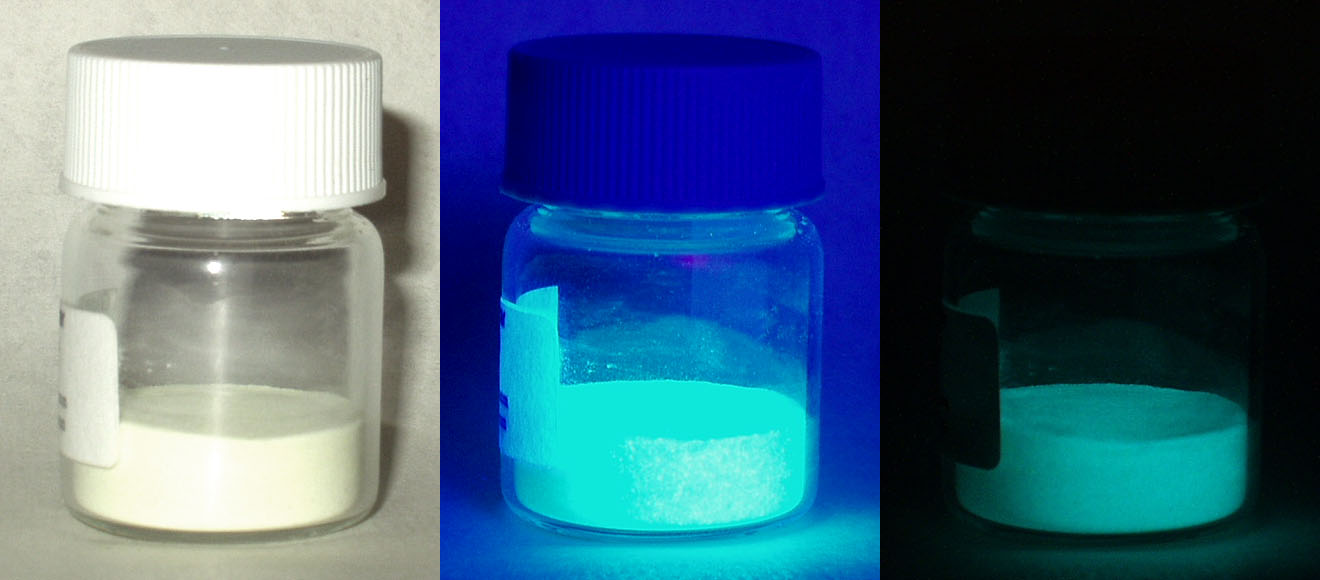
fosforescencyjny proszek widziany w świetle normalnym, ultrafioletowym i w całkowitej ciemności

Fosforescencja – rodzaj fotoluminescencji, zjawisko świecenia niektórych substancji światłem własnym, wywołane uprzednim naświetleniem (lub napromieniowaniem pokrewnego rodzaju) z zewnątrz. Czas trwania fosforescencji jest relatywnie długi – od stosunkowo dużych części sekundy do wielu godzin, a mierzalny może być nawet po wielu miesiącach.
Fosforescencja różni się od pokrewnego zjawiska – fluorescencji, polegającej na niemal natychmiastowym wyemitowaniu własnego światła w całości, przy czym granica pomiędzy obydwoma tymi zjawiskami jest trudna do ustalenia. Za fosforescencję uznaje się zjawisko, które trwa po ustaniu czynnika ją wywołującego, co nie jest do końca jednoznaczne, gdyż każdemu rodzajowi luminescencji towarzyszy pewna zwłoka. Skrajna definicja określa jako fosforescencję każde zjawisko trwające dłużej niż 10−8 s, a oparta jest na fakcie pozostawania elektronu przez jakiś czas w stanie wzbudzonym (we fluorescencji elektron natychmiast po ustaniu czynnika wzbudzającego powraca do stanu podstawowego). Podczas fosforescencji zachodzi przejście promieniste między stanami o różnej multipletowości. Przejście to jest stosunkowo powolne, ponieważ jest dipolowo zabronione (zachodzi dzięki sprzężeniu spin-orbita).
Fosforescencja, podobnie jak fluorescencja, emituje światło o większej długości fali niż długość fali promieniowania pochłoniętego (czyli promieniowania wzbudzającego).
Nazwa zjawiska i nazwa pierwiastka fosforu, mają wspólne pochodzenie, jednak jego świecenie nie jest wynikiem fosforescencji, lecz chemiluminescencji, wywołane jest reakcją powolnego utleniania się fosforu wystawionego na działanie tlenu zawartego w powietrzu.
Do substancji zdolnych w wyniku fosforescencji do dłuższego świecenia (zwanych potocznie fosforami) należą:
- siarczki berylowców i cynku z domieszką aktywatorów, którymi są sole metali ciężkich, jak np. miedzi, manganu, bizmutu, antymonu, talu itp.
- krzemiany z dodatkiem manganu lub lantanowców
- wolframiany i molibdeniany berylowców
- azotki boru i glinu
- szkliwa z domieszką pewnych barwników fluorescencyjnych[1].